# Collection〜情熱の青春
『Collection〜情熱の青春』（コレクション じょうねつのせいしゅん）は、1979年3月21日に発売されたレイジーのベスト・アルバム。
レイジーにとって初のベスト・アルバムであり、収録曲のほとんどはシングルから選ばれている。

## 収録曲
1. レイジーのテーマ
2. Hey! I Love You!
3. OK!
4. カムフラージュ
5. クィーンにふさわしい
6. ハローハローハロー
7. 愛には愛を
8. 地獄の天使
9. MY ANGEL
10. 二人の宝島
11. 赤頭巾ちゃん御用心
12. 燃えろロックン・ロール・ファイアー